# Ángel Bastos
Ángel Bastos Teijeira (Mos, Pontevedra, 3 de mayo de 1992) es un jugador español de fútbol que juega de defensa en el Bergantiños F. C. de la Segunda Federación.

## Trayectoria
Se formó en el Porriño Industrial F. C. y también jugó con anterioridad en el Choco y el Coruxo gallegos.[cita requerida]
Formó parte del equipo que logró el ascenso a segunda división de la Cultural y Deportiva Leonesa en 2017 .Debutó la temporada 2017-18 en Segunda División con la Cultural Leonesa y tras el descenso del club leonés, jugaría su segunda campaña en división de plata con el C. F. Reus Deportiu.
En enero de 2019 el Extremandura U. D. lo incorporó para lo que restaba de temporada. Llegó procedente del Reus, donde había militado la primera parte de la temporada con un total de 20 partidos disputados.
En octubre de 2020 se marchó a Rumania para jugar en el A. F. C. Hermannstadt. Abandonó el club a inicios del año 2021 y un mes después se comprometió con el C. F. Rayo Majadahonda para lo que restaba de temporada.
El 7 de julio de 2022 firmó por el Pontevedra C. F. por dos temporadas. En ese periodo de tiempo, jugó 66 partidos en los que marcó tres goles y dio siete asistencias. Siguió compitiendo en Galicia, ya que en agosto de 2024 se unió al Bergantiños F. C.

## Clubes
| Club                     | País    | Año       |
| ------------------------ | ------- | --------- |
| Porriño Industrial F. C. | España  | 2011-2013 |
| C. D. Choco              | España  | 2013-2014 |
| Coruxo F. C.             | España  | 2014-2016 |
| Cultural Leonesa         | España  | 2016-2018 |
| C. F. Reus Deportiu      | España  | 2018-2019 |
| Extremadura U. D.        | España  | 2019-2020 |
| A. F. C. Hermannstadt    | Rumania | 2020-2021 |
| C. F. Rayo Majadahonda   | España  | 2021-2022 |
| Pontevedra C. F.         | España  | 2022-2024 |
| Bergantiños F. C.        | España  | 2024-     |